# Distichopora contorta
Distichopora contorta is een hydroïdpoliep uit de familie Stylasteridae. De poliep komt uit het geslacht Distichopora. Distichopora contorta werd in 1878 voor het eerst wetenschappelijk beschreven door Pourtalès. 